# 423-й гвардійський мотострілецький полк (СРСР)
423-й гвардійський мотострілецький Ямпільський Червонопрапорний, орденів Суворова та Кутузова полк (423 гв. МСП, в/ч 18938) — формування мотострілецьких військ Радянської армії чисельністю у полк, що існувало у 1942—1992 роках. Перебував у складі 4-ї гвардійської танкової Кантемирівської дивізії.
Після розпаду СРСР у 1992 році перейшов до складу Збройних сил Російської Федерації.

## Історія

### Друга світова війна
31-ша мотострілецька бригада була сформована в червні 1942 року і включена до складу 17-го танкового корпусу.
3 січня 1943 бригада була перейменована на 3-тю гвардійську мотострілецьку бригаду.
Протягом трьох років участі у війні бригада пройшла шлях від Дону до Ельби, від Воронежа до стін Праги.
За мужність і героїзм звання Героя Радянського Союзу удостоїлися — 19 людей, двоє військовослужбовців двічі стали Героями.
До закінчення війни повне найменування з'єднання було наступним: 3-тя гвардійська мотострілецька Ямпільська Червонопрапорна, орденів Суворова та Кутузова бригада.

### Холодна війна
Після війни у 1945 році бригада була переформована на 3-й гвардійський мотострілецький полк (в/ч 18938). У травні 1953 року переформований на 119-й механізований полк.
З 11 вересня 1945 р. місце постійної дислокації полку — м. Наро-Фомінськ, Московської області.
5 травня 1957 р. полк перейменований на 423-й гвардійський мотострілецький полк.
Полк виховав 12 командирів дивізій, 2 заступники міністра оборони.
Після розпаду СРСР у 1992 році полк перейшов до складу Збройних сил Російської Федерації.